# 第11SS義勇装甲擲弾兵師団
第11SS義勇装甲擲弾兵師団「ノルトラント」（独: 11. SS-Freiwilligen-Panzergrenadier-Division "Nordland"）は、第二次世界大戦中のナチス・ドイツ武装親衛隊の師団。1943年夏に創設され、クロアチアでの訓練と対パルチザン戦を経た後に東部戦線に出陣し、オラニエンバウム戦線、ナルヴァ戦線、クールラント戦線、ポメラニア戦線、ベルリンの戦いに参加した。
「ノルトラント」（独：Nordland、「北国」の意）という名称が示すように、この師団の人員はスカンジナビア半島出身の外国人義勇兵を多く含んでいたが、北欧以外のヨーロッパ各国出身の義勇兵、南欧出身の民族ドイツ人も所属していた。1945年5月の終戦までに少なくともデンマーク、ノルウェー、スウェーデン、オランダ、ベルギー、フランス、エストニア、ルーマニア、スペイン、スイス、イギリス出身の外国人義勇兵がこの師団で戦うか、一時的に所属していた。

## 設立

### 師団の前身
1941年6月22日、ドイツによるソ連侵攻作戦「バルバロッサ」が開始された後、ドイツは占領下および同盟中のヨーロッパ諸国に対し、共産主義と戦う義勇兵部隊の創設を許可した。これに応じたヨーロッパ諸国の親独的ファシスト政党や右翼政党はそれぞれの国における義勇兵募集運動の中心となり、やがてデンマーク、ノルウェー、オランダ、ベルギー（フラマン）各国の義勇兵で4つの国別部隊が創設された。
- デンマーク義勇軍（Freikorps Danmark）
- SS義勇部隊ノルヴェーゲン（SS-Freiwilligen-Legion Norwegen）
- 義勇部隊ニーダーランデ（SS-Freiwilligen-Legion Niederlande）
- 義勇部隊フランダーン（SS-Freiwilligen-Legion Flandern）

これらの義勇部隊に所属したヨーロッパ諸国出身の外国人義勇兵はゲルマン民族と見なされたことから武装親衛隊の管轄下に置かれ、1943年まで休養と再編制を挟みつつ東部戦線で戦った。ちなみに、同時期にベルギー（ワロン）、フランス、クロアチア、そして中立国であるスペインにおいても義勇兵部隊が編制されたが、彼らはゲルマン民族ではないという理由でドイツ国防軍の管轄下に置かれた。
しかし、対ソ戦が始まった頃には義勇兵が殺到したものの、それ以降の募集状況は芳しくなく、結果としてそれぞれの国別部隊の兵力維持は困難なものとなった。そのため、武装親衛隊では親衛隊全国指導者ハインリヒ・ヒムラーと親衛隊本部長ゴットロープ・ベルガー（SS外国人義勇兵募集運動の責任者）が中心となり、それらの国別部隊を統合して1個SS師団を創設し、新設の「ゲルマン装甲軍団」（第IIIゲルマンSS装甲軍団）の一翼をSS装甲師団「ヴィーキング」と対となって構成する計画が進められた。

### 「ノルトラント」師団の誕生
1943年3月18日、ヒムラーは新たなSS師団の基幹部隊として、1941年以来一貫して東部戦線にあり、前述の国別部隊とは別に多数の外国人義勇兵を含むSS装甲師団「ヴィーキング」SS装甲擲弾兵連隊「ノルトラント」を選び、彼らをドイツ国内のグラーフェンヴェーア（Grafenwöhr）演習場へ移動させた。そして、1943年の春までに前線から引き揚げられていた武装親衛隊の国別部隊のうち、ノルウェー人部隊である「義勇部隊ノルヴェーゲン」および、デンマーク人部隊である「デンマーク義勇軍」もグラーフェンヴェーア演習場へ移動し、「ノルトラント」連隊と合流した。
1943年3月22日、第三帝国総統アドルフ・ヒトラーは、新たなSS師団の編制を命じた。当初、同師団には「ヴァリャーグ（ヴァイキングのスラブ語発音）」という名称が与えられる予定であったが、ヒトラーがそれを拒否したため、基幹連隊の名称「ノルトラント」をそのまま引き継いだ。同時に、解隊された「義勇部隊ノルヴェーゲン」と「デンマーク義勇軍」を基にした2個装甲擲弾兵連隊にも名称が与えられることとなり、それぞれ装甲擲弾兵連隊「ノルゲ」、装甲擲弾兵連隊「ダンマルク」と名付けられた。また、当初「ノルトラント」師団はオランダ人部隊である「義勇部隊ニーダーランデ」を基にした第3の装甲擲弾兵連隊を含む編制予定であったが、後にこの部隊はSS装甲擲弾兵旅団「ネーデルラント」編制のため分離された。そして師団長の座には、かつて「ノルトラント」連隊の指揮官を務めたフリッツ・フォン・ショルツSS少将（SS-Brigf. Fritz von Scholz）が就任した。1943年6月28日時点での編制予定は次の通り。

## クロアチアにおける活動

### 第IIIゲルマンSS装甲軍団への配属
グラーフェンヴェーア演習場での編制後、「ノルトラント」師団はフェリックス・シュタイナーSS大将（SS-Ogruf. Felix Steiner）の第IIIゲルマンSS装甲軍団に配属された。1943年8月末、師団は訓練と編制を完了させるためにクロアチアへ移動し、同じく第IIIゲルマンSS装甲軍団所属のSS装甲擲弾兵旅団「ネーデルラント」と現地で合流した。
クロアチアにおける訓練の間、「ノルトラント」師団は連合国との和平に合意したイタリア軍部隊の武装解除を行う一方、ヨシップ・ブロズ・チトー率いるユーゴスラビアパルチザンの脅威にさらされる日々を送った。
この頃、「ノルトラント」師団の「ダンマルク」連隊は政治的な問題を抱えていた。1943年春、占領ドイツ軍に対するデンマーク人のサボタージュ行為とそれに対するドイツ軍の反応は、ドイツとデンマークの関係を悪化させた。その結果としてドイツは1940年4月9日のデンマーク占領以降も存在を認めていたデンマーク軍を解散させたが、このことは「ノルトラント」師団のデンマーク人義勇兵（現役もしくは予備役のデンマーク軍人が多かった）にも少なからぬ影響を与えた。第IIIゲルマンSS装甲軍団司令官シュタイナーは「ノルトラント」師団のデンマーク人義勇兵を気遣う文書を通達したが、処遇に不満のあるデンマーク人義勇兵の中には帰国する者やフィンランド軍に移籍する者も現れた。
1943年10月、武装親衛隊の各連隊には正式に番号が付与されることとなり、これを受けて「ノルトラント」師団の装甲擲弾兵連隊「ノルゲ」は第23SS装甲擲弾兵連隊「ノルゲ」（ノルウェー第1）（SS-Panzergrenadier-Regiment 23 "Norge"(norwegisches Nr. 1)）、装甲擲弾兵連隊「ダンマルク」は第24SS装甲擲弾兵連隊「ダンマルク」（デンマーク第1）（SS-Panzergrenadier-Regiment 24 "Danmark"(dänisches Nr. 1)）と改称された。また、少なくともこの時期に「ノルトラント」師団は第11SS義勇装甲擲弾兵師団「ノルトラント」（11. SS-Freiwilligen-Panzergrenadier-Division "Nordland"）と改称した。
11月下旬、「ダンマルク」連隊はグリナ（クロアチア、en:Glina, Croatia）近郊で5,000人のパルチザンと激しい戦闘を交わした。またこの時、「ノルトラント」師団に所属する第11SS戦車大隊はドイツ騎士団4代目総長、「ヘルマン・フォン・ザルツァ」（Hermann von Salza）の名誉称号が与えられた。
1944年1月、「ノルトラント」師団はレニングラード戦線のドイツ北方軍集団（司令官ヴァルター・モーデル上級大将）に所属、レニングラード近郊のオラニエンバウムの前線へ移動するよう命令された。

## レニングラードからの撤退
第11SS義勇装甲擲弾兵師団「ノルトラント」を含む第IIISS装甲軍団はレニングラード近郊の戦線に到着すると、ドイツ軍によるレニングラード包囲網を解こうとするソビエト赤軍との戦いに投入された。1944年1月14日、ソビエト赤軍の攻撃によってついにレニングラード包囲網が破られると、「ノルトラント」師団はオラニエンバウムからエストニアのナルヴァまでの60kmの撤退路を戦いながら行軍することとなった。

### 第11SS装甲偵察大隊第5中隊の活躍
この撤退戦の最中である1944年1月26日早朝、「ノルトラント」師団の第11SS装甲偵察大隊第5中隊はグバニツィ（Gubanizy / Губаницы）において大規模な戦闘を経験した。同中隊は3門の75mm対戦車砲と8輌のSd Kfz 251/9（24口径7.5cm砲搭載支援車輌）をもって61輌（文献によっては56輌）のソビエト赤軍戦車と交戦し、そのうち48輌（文献によっては31輌）を撃破するという戦果を挙げたのである。この功績によって第11SS装甲偵察大隊長ルドルフ・ザールバッハSS大尉（SS-Hstuf. Rudolf Saalbach）および第5中隊長ゲオルク・ランゲンドルフSS少尉（SS-Ustuf. Georg Langendorf）には、1944年3月12日付で騎士鉄十字章が授与された。また、この戦闘中にSd Kfz 251/9の1輌を指揮して11輌の敵戦車を撃破したオランダ人義勇兵カスペル・スポルクSS兵長（SS-Rttf. Casper Sporck）には、1月30日付で二級鉄十字章と一級鉄十字章が授与された。

## ナルヴァの戦い
1944年2月初旬、「ノルトラント」師団の各部隊はエストニアのナルヴァ市内外に布陣した。ナルヴァに新たに形成されたドイツ軍の防衛線に対し、ソビエト赤軍はレニングラード戦線の将兵約20万名を投入して攻撃を開始、これによってナルヴァの戦いが始まった。
ソビエト赤軍は戦線正面への初期段階の攻撃を2月13日に開始すると共に、陸・海・空の三軍共同でナルヴァ西方にある漁村メレクラ（Mereküla）近郊から上陸作戦を開始した。翌14日にはこの上陸部隊に対するドイツ軍の攻撃が開始され、ナルヴァ西方に配置されていた第11SS装甲偵察大隊も攻撃の一翼を担った。
1944年3月、ソビエト赤軍はナルヴァ橋を崩壊させてドイツ軍部隊を孤立させることに成功した。しかし、「ノルトラント」師団の工兵大隊は激しい砲火の中、素早く架橋を行った。再びドイツ軍の防衛線は維持され、ソビエト赤軍の猛攻も若干の衰えが生じはじめていた。

### 「ダンマルク」連隊第7中隊の活躍
1944年4月9日、第24SS装甲擲弾兵連隊指揮官ヘルメネギルト・フォン・ヴェストファーレンSS中佐（SS-Ostubaf. Hermenegild Graf von Westphalen ）が、ナルヴァ川に架かるクレーンホルム（Kreenholm）橋上において榴散弾によって負傷した（この負傷が原因で彼は5月28日に野戦病院で死亡）。翌日、後任の連隊長としてアルブレヒト・クリューゲルSS少佐（SS-Stubaf. Albrecht Krügel）が連隊の指揮を引き継いだ。
1944年6月7日、ソビエト赤軍は「ダンマルク」連隊の前哨陣地「ゾンネンシャイン」（Sonnenschein）に対する初の掃討作戦を開始したが、デンマーク人義勇兵の頑強な抵抗に遭って攻撃は失敗した。しかしこの時、「ダンマルク」連隊第7中隊のデンマーク人中隊長モーゲンス・カール・ベアテルセンSS少尉（SS-Ustuf. Mogens Karl Berthelsen）が戦死したため、デンマーク義勇軍以来の古参兵レオ・マセンSS少尉（SS-Ustuf. Leo Madsen）が第7中隊の指揮を引き継いだ。
6月12日正午頃、ソビエト赤軍の猛烈な砲撃がクレーンホルム橋周囲に布陣する「ダンマルク」連隊に降り注いだ。この砲撃によって「ダンマルク」連隊第II大隊の陣地中に煙幕が広がり、視界が遮られた。「ダンマルク」連隊第7中隊の陣地に敵の攻撃が集中すると予測したマセンSS少尉は、連隊長クリューゲルSS少佐から指示されていた通りに非常時の信号弾を発射した。
そして、絶え間なく続く砲撃と高く舞い上がる土砂の中、補給物資を使い果たした第7中隊の陣地の前に突然ソビエト赤軍が出現した。即座に激戦が繰り広げられ、第7中隊の2名の小隊長は白兵戦の最中に戦死した。この時、陣地を維持していた唯一の部隊は、中隊陣地北部を担当していた古参のデンマーク人下士官エゴン・クリストフェルセンSS伍長（SS-Uscha. Egon Christophersen）の分隊であった。
レオ・マセンSS少尉（「ダンマルク」連隊第7中隊）が発射した信号弾を確認した第11SS砲兵連隊は、最後の阻止砲火をドルガヤ＝ニヴァ（Dolgaja-Niwa）目掛けて放った。ドルガヤ＝ニヴァの森林線から800メートルの地点を進軍していた赤軍1個連隊は阻止砲火にさらされ、少数の将兵だけがドイツ軍前線までたどり着けたに過ぎなかった。
やがて、体勢を立て直したドイツ軍の反撃が始まった。「ダンマルク」連隊第9中隊、連隊付対戦車小隊、連隊付戦闘工兵とともに「ダンマルク」連隊第7中隊は出撃したが、その中でもクリストフェルセンSS伍長と彼の分隊は真っ先に反撃に踏み切った。ドイツ軍の反撃が戦線中に行き渡った時点で、クリストフェルセン分隊は赤軍に占領されたドイツ軍塹壕の奪還という目標の半分を既に完了していた。この功績によってエゴン・クリストフェルセンSS伍長は後の1944年7月11日付で騎士鉄十字章を授与され、デンマーク人として初の騎士鉄十字章受章者となった。

## タンネンベルク線の戦い
1944年6月22日、ソビエト赤軍はドイツ軍中央軍集団に対し、東部戦線の南北全域に及ぶ大攻勢を開始した（バグラチオン作戦）。「ノルトラント」師団が担当するバルト戦線北部はいまや完全な分断の危機にさらされ、7月末にはナルヴァ戦線の全ドイツ軍部隊がナルヴァ橋頭堡からタンネンベルク線（Tannenbergstellung）まで後退した。
ナルヴァ市西方に位置するタンネンベルク線は3つの重要な丘を支えとしており、それらの丘は西から順に「高地69.9」（69.9 Höhe）、「擲弾兵の丘」（Grenadierhöhe）、「孤児院の丘」（Kinderheimhöhe）と称されていた。その中でも「孤児院の丘」は、ナルヴァ市後方地域を防衛することが可能な重要拠点であった。7月27日以来、「ノルトラント」師団は「孤児院の丘」を保持するために、陸軍の精鋭戦車師団「グロースドイッチュラント師団」のヒアツィント・シュトラハヴィッツ予備役少将（Generalmajor der Reserve Hyazinth Graf Strachwitz）が指揮を執る「シュトラハヴィッツ」戦闘団や、第6SS義勇突撃旅団「ランゲマルク」から派遣されていた「レーマン」戦闘団と連携してソビエト赤軍と戦った。
タンネンベルク線の戦いの期間中、「孤児院の丘」付近でソビエト赤軍の大規模な進撃は阻止され、7月29日の時点で「ノルトラント」師団が撃破した赤軍戦車は113輌を数えた。しかし、その代償として「ノルトラント」師団は師団長フリッツ・フォン・ショルツSS中将の戦死をはじめ、甚大な損害を被っていた。フォン・ショルツSS中将の戦死後、新たな師団長としてドイツ国防軍出身のヨアヒム・ツィーグラーSS少将（SS-Brigf. Joachim Ziegler）が就任した。

## クールラントへの撤退
1944年9月6日、第IIISS装甲軍団はラトビアの首都リガ防衛のために後退するまで、戦力を搾り出して「タンネベルク線」を死守していた。しかし、その甲斐も無くリガは10月12日に陥落し、10月末までに北方軍集団に所属する全てのSS部隊がクールラント・ポケットとして知られるクールラント半島に閉じ込められた。1944年10月後半から12月にかけて、「ノルトラント」師団はクールラントで数回に渡る防衛戦を行った。
1945年1月、「ノルトラント」師団はバルト海のリーバウの港へ移動し、そこでポメラニアへ船で脱出した。これまでの激戦で消耗した師団は再編制のためにシュテッティンへ到着し、1月下旬、フェリックス・シュタイナーSS大将率いる第11SS装甲軍に配属された。

## ポメラニア戦線
1945年2月初旬、再編制された第11SS戦車大隊「ヘルマン・フォン・ザルツァ」は師団に復帰し、その他の新たな増援も師団に到着しつつあった。これらの増援の中には武装親衛隊のイギリス人義勇兵部隊であるイギリス自由軍団（British Free Corps）（実際は小隊規模）も含まれており、彼らは第11SS装甲偵察大隊第3中隊に戦闘工兵として配属された（しかし、結局イギリス人義勇兵たちは極めて少数の志願者を除いて前線には赴かなかった）。

### ゾンネンヴェンデ作戦
1945年2月16日、「ノルトラント」師団はポメラニア戦線におけるゾンネンヴェンデ作戦（ソビエト赤軍の突出部を撃破・包囲されているドイツ軍部隊を救出する作戦）への参加を命じられた。この作戦はポメラニア戦線全域での攻撃としてハインツ・グデーリアンによって提案されたが、第三帝国総統アドルフ・ヒトラーによって局所的な攻撃に変更された。
作戦の初期における「ノルトラント」師団の攻撃は成功し、その後は作戦の主戦地であるイーナ川（Ihna）周辺へ進出した。しかし、ソビエト赤軍が体勢を立て直して反撃を開始すると「ノルトラント」師団の進撃は鈍り始めた。それでもなお2月17日に「ノルトラント」師団は包囲されていたドイツ軍部隊の一部を救出し、その後の数日間は防衛戦を行いつつ民間人の避難を援護した。しかし、赤軍による強力な反撃が「ノルトラント」師団の活動を妨害したため、第11SS装甲軍司令官フェリックス・シュタイナーSS大将は作戦の中止命令を出した。次々と援軍を投入する赤軍部隊に直面し、死傷者をいたずらに増やすだけでこれ以上の作戦の進展が得られないと判断したシュタイナーは、2月21日までにイーナ川北側堤防の部隊に退却命令を出し、「ノルトラント」師団は退却した。以来、オーデル川北部のシュトルガウ、シュテッティンにおける第IIISS装甲軍団は、23日から28日にかけて遅滞戦術を行いつつ撤退した。

### さらなる消耗
1945年3月1日、ソビエト赤軍の攻勢は「ノルトラント」師団をはじめとする第IIISS装甲軍団の戦力をさらに削り取っていた。しかし、それでもなお3月4日までにオーデル川近郊最後の防衛拠点アルトダム（Altdamm、現ドンビエDąbie）橋頭堡に後退するまで、第IIISS装甲軍団と「ノルトラント」師団は赤軍に多大な損害を与えていた。
それから2週間の間、「ノルトラント」師団はアルトダムを保持していたが、3月19日、師団の中核部隊である「ダンマルク」連隊および「ノルゲ」連隊が全滅に等しい状態になるほどの損害を蒙ったため、「ノルトラント」師団はオーデル川から退却した。その後、師団は再編制のために、シュヴェト＝バート・フラインヴァルデ（Schwedt-Bad Freinwalde）西方へ移動するよう命令された。

## ベルリン防衛戦
1945年4月16日、「ノルトラント」師団は第三帝国の首都ベルリンの東部防衛線へ移動した。この時点で「ノルトラント」師団は若干の補充を受けていたが、押し寄せるソビエト赤軍に対しては圧倒的に戦力不足であった。4月17日から20日にかけて「ノルトラント」師団は前線で絶え間なく戦闘を行ったが、次第にベルリンへと押し戻され、4月22日までにはベルリン市街中央部のティーアガルテンまで後退を余儀なくされた。この数日間において、「ノルトラント」はすでに師団としての機能を喪失しており、「ダンマルク」連隊および「ノルゲ」連隊の残存兵は第11SS工兵大隊の残存兵を加えて1個戦闘団を編制、シュプレー川に架かる橋を守っているに過ぎなかった。

### 局地的な勝利
その一方で、圧倒的なソビエト赤軍に対して一定の戦果を示す部隊もあった。トレプトウ公園に向かっていたソビエト赤軍に対し、現地を防衛していた第11SS戦車大隊「ヘルマン・フォン・ザルツァ」の残り少ない数輌の戦車と工兵大隊の残存兵が交戦し、「ヘルマン・フォン・ザルツァ」大隊指揮官パウル＝アルベルト・カウシュSS中佐（SS-Ostubaf. Paul-Albert Kausch）は、大隊の戦車を喪失しつつもソビエト赤軍の進撃を停止させることに成功した。この功績によってカウシュSS中佐には1945年4月23日付で柏葉付騎士鉄十字章が授与された。
また、4月24日午後10時、第33SS所属武装擲弾兵師団「シャルルマーニュ」師団長グスタフ・クルケンベルクSS少将（SS-Brigf. Gustav Krukenberg）とアンリ・フネSS義勇大尉（SS-Frw. Hstuf. Henri Fenet）に率いられてベルリン北方から到着し、「ノルトラント」師団に配属されたフランスSS突撃大隊（Französische SS-Sturmbataillon）のフランス人義勇兵約300名は、多くの犠牲を払いつつもパンツァーファウストで次々とソビエト赤軍の戦車を撃破していった。
しかし、局地的な勝利も空しく、ベルリン市街のドイツ軍部隊は4月26日までにドイツ帝国議事堂を中心とした官庁街周辺へ押し戻されていた。圧倒的な攻撃を行うソビエト赤軍を前にして、「ノルトラント」師団もわずかな残存部隊が辛うじて持ちこたえているに過ぎなかった。
1945年4月30日、「ノルトラント」師団長グスタフ・クルケンベルクSS少将（4月25日に解任された師団長ヨアヒム・ツィーグラーSS少将の後任）は、第三帝国総統アドルフ・ヒトラーが自殺したとの知らせを受け、師団の生存者に西への脱出を命令した。

### ベルリン脱出
1945年5月1日深夜、ベルリン市内のほとんどの武装親衛隊将兵はベルリン官庁街防衛司令官ヴィルヘルム・モーンケSS少将（SS-Brigf. Wilhelm Mohnke）の命令に従ってベルリン市街の北部方面へ脱出することを決定し、モーンケは脱出作戦を主導すると約束した。しかし、モーンケに忠誠を誓う第1SS装甲師団「ライプシュタンダーテ・SS・アドルフ・ヒトラー」の総統護衛大隊や、全滅寸前の「ノルトラント」師団の生存者がヴァイデンダマー橋（Weidendammer Brücke）に集合している間、モーンケは妻子、総統の側近、総統秘書トラウデル・ユンゲを含む人々と共に脱出していた。
そのため、脱出作戦の指揮官を失った武装親衛隊の生存者の多くはフリードリヒ通り（Friedrichstrasse）から脱出を図ったが統制が取れず、ソビエト赤軍装甲部隊の前に一蹴された。
「ノルトラント」師団最後の装甲車輌である第11SS装甲偵察大隊第3中隊所属のSd Kfz 250数輌は、スウェーデン人中隊長ハンス＝イェスタ・ペーアソンSS大尉（SS-Hstuf. Hans-Gösta Pehrsson）の指揮下で脱出を図ったが、彼の装甲車はフリードリヒ通りで赤軍の砲弾が命中し、撃破された。ペーアソンSS大尉は数日後にソビエト赤軍の捕虜となったが、彼以外の乗員は車内で死ぬか降車後の戦闘で戦死した（しかし、「ノルトラント」師団の生存者の中には、奇跡的にベルリンを脱出して西側連合軍進出線に到達できた者もいた）。
1945年5月2日、ベルリン防衛司令官ヘルムート・ヴァイトリング砲兵大将が降伏交渉を行ったことにより、ベルリン市街戦は終わりを告げた。包囲網内のドイツ軍はソビエト赤軍によって掃討され、約8万名のドイツ軍将兵は捕虜としてソビエト連邦領内へ連行された。また、西側連合軍の進出線に到着することのできた少数の残存兵のうち、外国人義勇兵のほとんどが出身国に送還され、対独協力者や反逆者としてそれぞれの罪状に応じた判決を言い渡された。

## 指揮官
| 着任          | 離任          | 階級（当時）            | 氏名                                             |
| ------------- | ------------- | ----------------------- | ------------------------------------------------ |
| 1943年3月22日 | 1943年5月1日  | SS少将 SS-Brigadeführer | フランツ・アウクスブルガー Franz Augsburger      |
| 1943年5月1日  | 1944年7月27日 | SS中将 SS-Gruppenführer | フリッツ・フォン・ショルツ (de:Fritz von Scholz) |
| 1944年7月27日 | 1945年4月25日 | SS少将 SS-Brigadeführer | ヨアヒム・ツィーグラー (de:Joachim Ziegler)      |
| 1945年4月25日 | 1945年5月8日  | SS少将 SS-Brigadeführer | グスタフ・クルケンベルク (de:Gustav Krukenberg)  |

## 戦闘序列
- 第23SS装甲擲弾兵連隊「ノルゲ」 (SS-Panzergrenadier-Regiment 23 "Norge")
- 第24SS装甲擲弾兵連隊「ダンマルク」 (SS-Panzergrenadier-Regiment 24 "Danmark")
- 第11SS装甲擲弾兵師団附オートバイ連隊 (Kradschützen-Regiment SS-Panzergrenadier-Division 11)
- 第11SS装甲連隊 (SS-Panzer-Regiment 11)
- 第11SS対戦車猟兵大隊 (SS-Panzerjäger-Abteilung 11)
- 第11SS砲兵連隊 (SS-Artillerie-Regiment 11)
- 第11SS突撃砲大隊 (SS-Sturmgeschütz-Abteilung 11)
- 第11SS高射砲大隊 (SS-Flak-Abteilung 11)
- 第11SS工兵大隊 (SS-Pionier-Bataillon 11)
- 第11SS通信大隊 (SS-Nachrichten-Abteilung 11)
- 第11SS野戦補充大隊 (SS-Feldersatz-Bataillon 11)
- 第11SS師団輸送小隊司令部 (Kommandeur der SS-Divisions-Nachschubtruppen 11)
- 第11SS整備大隊 (SS-Instandsetzungs-Abteilung 11)
- 第11SS医療大隊 (SS-Sanitäts-Abteilung 11)
- 第11SS運営大隊 (SS-Wirtschafts-Bataillon 11)

## 文献
- Jean Mabire - La Division Norland
- Michaelis, Rolf - Die 11. SS-Freiwilligen-Panzer-Grenadier-Division "Nordland"
- Tieke, Wilhelm - Tragedy of the Faithful: A History of III. (Germanisches) SS-Panzer-Korps
- Hillblad, Thorolf - Twilight of the Gods: A Swedish Waffen-SS Volunteer's Experiences with the 11th SS-Panzergrenadier Division Nordland, Eastern Front 1944-45
- 渡部義之編 『【歴史群像】W.W.II 欧州戦史シリーズVol.17 武装SS全史I[萌芽・台頭編]』（学習研究社・2001年）